# カンパニー・オブ・ヒーローズ バルジの戦い
『カンパニー・オブ・ヒーローズ バルジの戦い』（カンパニー・オブ・ヒーローズ バルジのたたかい、原題：Company of Heroes）は、2013年2月26日に発売されたアメリカ合衆国のビデオ映画であり、第二次世界大戦末期を題材とした戦争映画である。監督はドン・マイケル・ポール、主演はトム・サイズモア、チャド・マイケル・コリンズ、ヴィニー・ジョーンズ、ニール・マクドノーらが務めている。
日本では2013年7月10日にソニー・ピクチャーズ エンタテインメントからDVD（規格品番：OPL-80277/RDD-80277）とBlu-ray Disc（2015年7月22日発売、規格品番：BLU-80277）が発売されている。パッケージのキャッチコピーは「人類の命を脅かすナチス核爆弾開発計画を阻止せよ!!」。ソニー・ピクチャーズ公式サイトでは全世界でシリーズ販売累計400万本の大ヒットを記録したコンピュータゲーム『カンパニー・オブ・ヒーローズ』が本作の土台と言及されている。

## キャスト
※括弧内は日本語吹替。
- ランソム中尉：トム・サイズモア（川津泰彦）
- ネイト・バローズ（ナサニエル・バローズ）：チャド・マイケル・コリンズ（中川慶一）
- ウィロビー：ヴィニー・ジョーンズ（大友龍三郎）
- コンティ中尉： ニール・マクドノー（真矢野靖人）
- グリューネヴァルト博士：ユルゲン・プロフノウ（秋元羊介）
- リッキー・リゾ：ピーター・ラジェフ（あべそういち）

## スタッフ
- 監督：ドン・マイケル・ポール
- 脚本：デヴィッド・リード、ダニー・ビルソン（英語版）、ポール・デ・メオ（英語版）
- 製作：ジェフリー・ビーチ、シェリース・ハニー、フィリップ・J・ロス（英語版）
- 音楽：フレデリック・ウィードマン
- 撮影：マーティン・チチョフ
- 編集：キャメロン・ホーレンベック